# Русанівська набережна
Руса́нівська на́бережна — вулиця та однойменна паркова зона у житловому масиві Русанівка у Києві. Пролягає від мосту ім. Патона до мосту через Русанівський канал, що сполучає її із вулицею Раїси Окіпної.
Прилучаються Русанівський канал (двічі), вулиця Ентузіастів (двічі) і Русанівський бульвар.
Протяжність набережної з велодоріжкою 1,8 км, площа парку 17,74 га. У парка є невеличка необлаштована зона дикої природної заплавної рослинності.

## Історія
Вулиця виникла на початку 60-х років ХХ століття під назвою Нова. Сучасна назва і початок забудови — з 1962 року.

## Мешканці
На набережній мешкали:
- № 6:
  - кв. 206 — Заславський Веніамін Фішельович, художник театру, живописець;
  - кв. 213 — Вишняк Петро Тимофійович, графік і живописець;
  - кв. 220 — Компанець Микола Іванович, Компанець Юрій Миколайович, художники;
- № 8/1, кв. 50 — Маковська Галина Миколаївна, художниця театру;
- № 11, кв. 93 — Скобліков Олександр Павлович, Скоблікова Юлія Кирилівна, скульптори;
- № 12:
  - кв. 10 — Голованов Володимир Федорович, художник;
  - кв. 16 — Горбенко Ігор Степанович, плакатист;
  - кв. 53 — Сергєєв Валентин Дмитрович, графік;
  - кв. 141 — Молдаван Григорій Михайлович, Молдаван-Фоменко Олена Василівна, скульптори;
  - кв. 171 — Сокиринський Григорій Андрійович, художник;
- № 12/1, кв. 9 — Кулішова Марія Андріївна, мистецтвознавець;
- № 14, кв. 67 — Шевченко Микола Миколайович, художник;
- № 14/1:
  - кв. 23 — Вороніна Галина Прохорівна, скульптор;
  - кв. 113 — Щербина Владислав Іванович, скульптор малих форм;
  - кв. 139 — Горобієвська Ганна Остапівна, художниця;
  - кв. 161 — Гришин Сергій Іванович, графік;
- № 16:
  - кв. 10 — Вереша Анатолій Павлович, плакатист;
  - кв. 16 — Васецький Григорій Степанович, художник;
  - кв. 85 — Ламах Валерій Павлович, художник;
  - кв. 120 — Бражник Олена Владиславівна, художниця;
- № 18, кв. 128 — Рубан Юрій Олександрович, скульптор;
- № 18/1:
  - кв. 32 — Захарчук Олексій Миколайович, художник;
  - кв. 35 — Константинова Марія Володимирівна, Луцак Володимир Павлович, скульптори;
  - кв. 144 — Дзвигай Ельза Йосипівна, скульптор; Бахін Віталій Федорович, плакатист; Бахіна Олександра Віталіївна, художниця;
- № 22:
  - кв. 9 — Василенко Володимир Вікторович, художник;
  - кв. 20 — Мельничук Олена Олександрівна, скульпторка;
  - кв. 27 — Зноба Іван Степанович, Зноба Валентин Іванович, скульптори;
  - кв. 43 — Овчинникова Олена Василівна, графік;
  - кв. 65 — Климушко Борис Євгенович, скульптор;
  - кв. 75 — Грох Микола Никифорович, графік;
  - кв. 81 — Андрейченко Семен Семенович, скульптор;
  - кв. 97 — Кальницька Олена Миколаївна, скульпторка; Кондратюк Василь Федорович, художник;
- № 24/51, кв. 99 — Куткін Володимир Сергійович, графік.

## Галерея

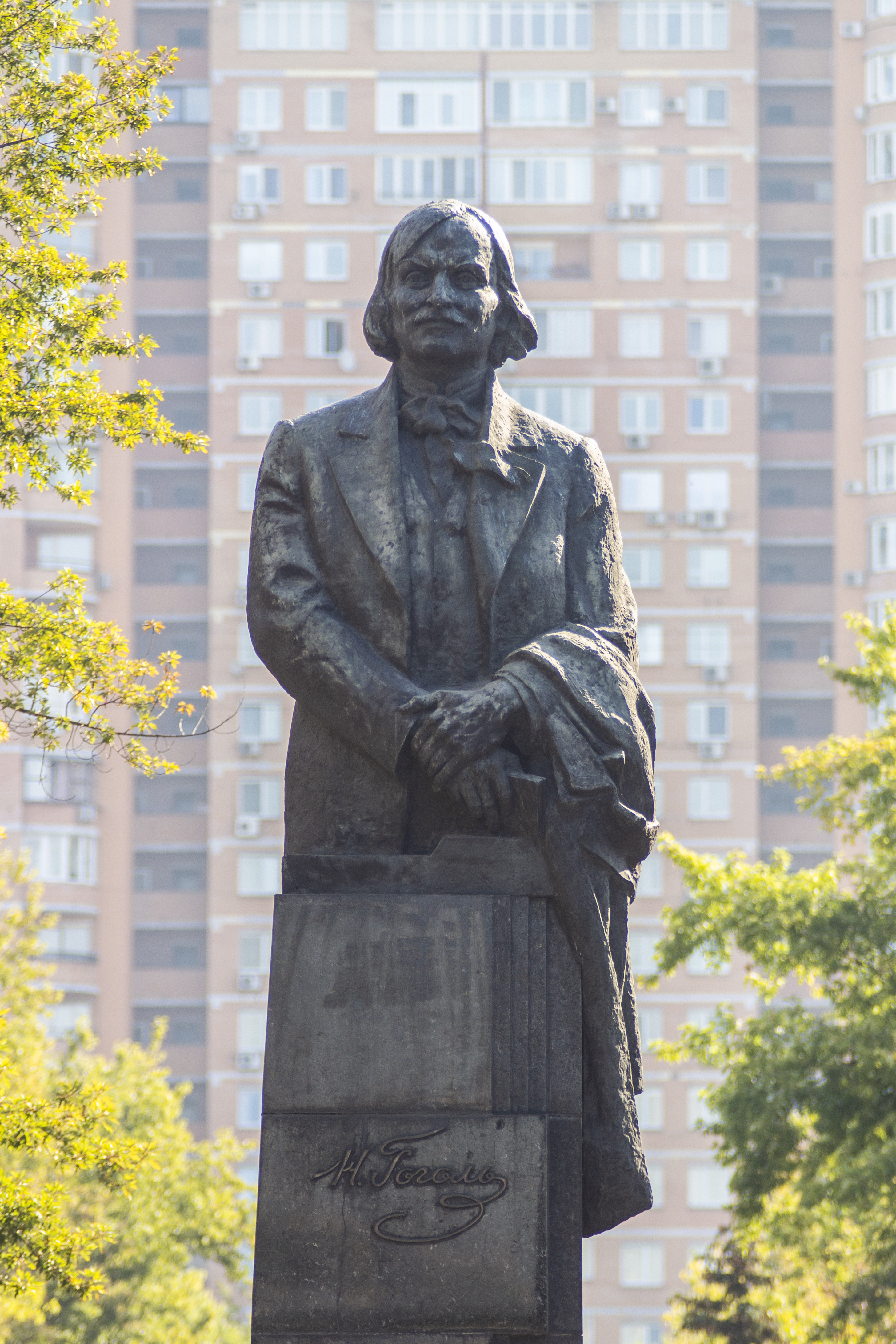
Пам'ятник Миколі Гоголю на перетині Русанівського бульвару та Русанівської набережної
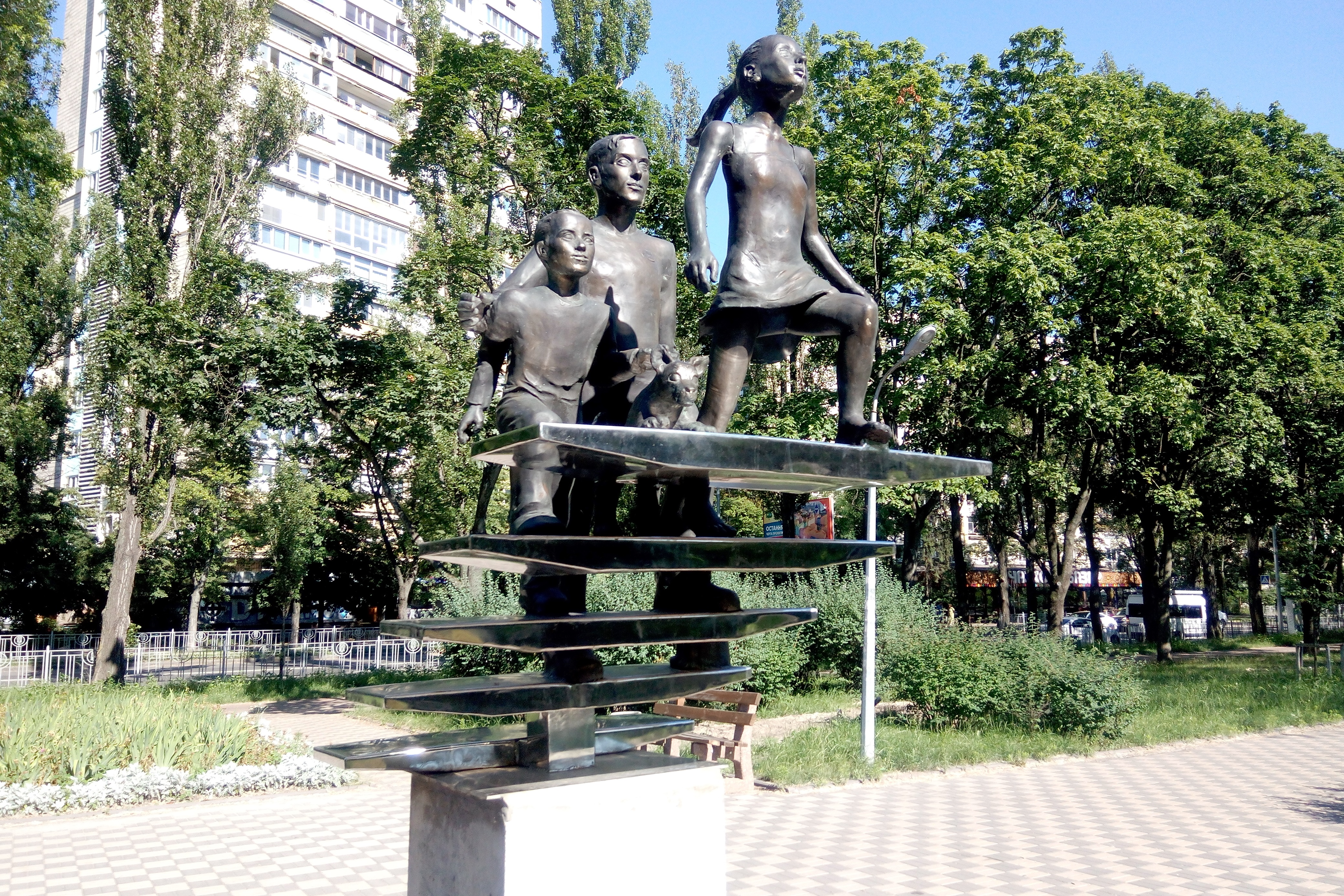
скульптура «Шлях до знань, споруджена у 2017
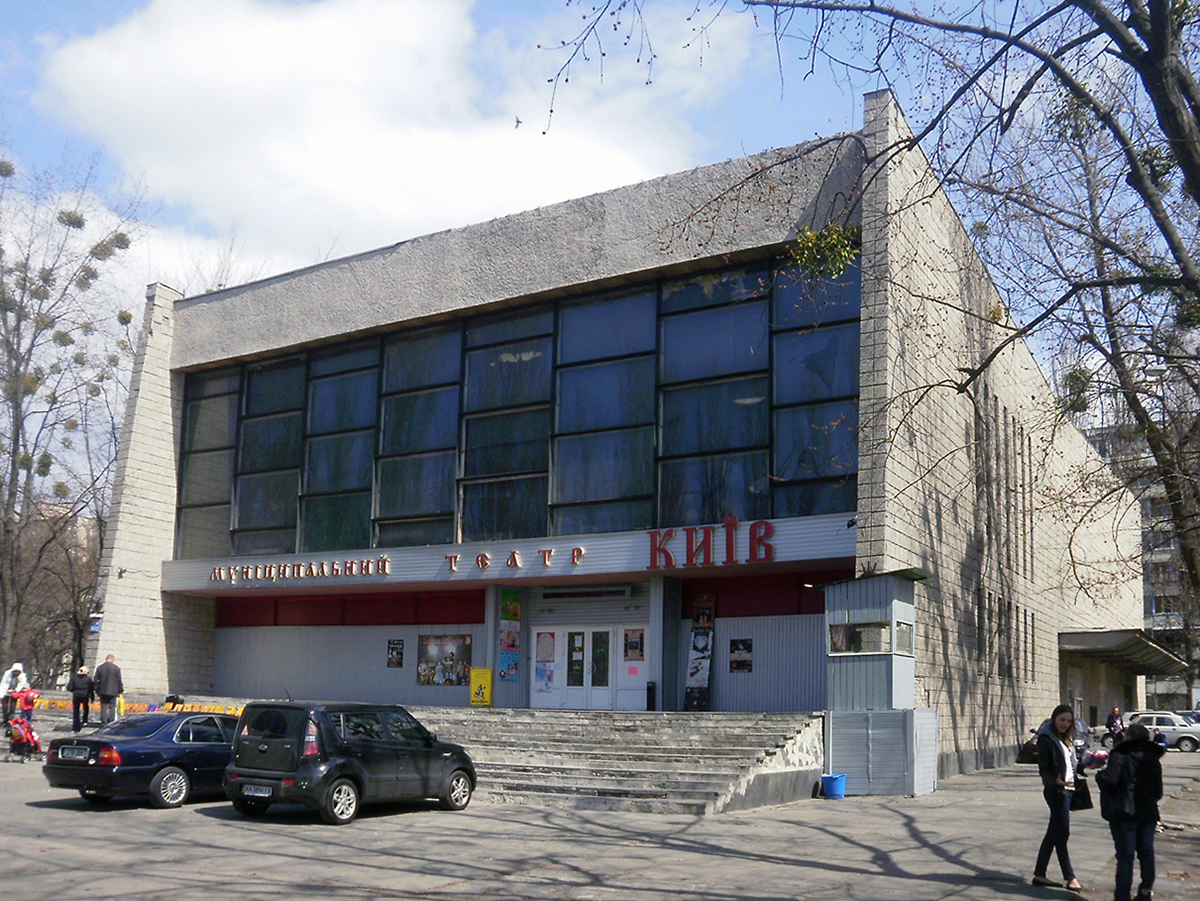
№ 12 – кінотеатр «Краків», 1968, до реконструкції
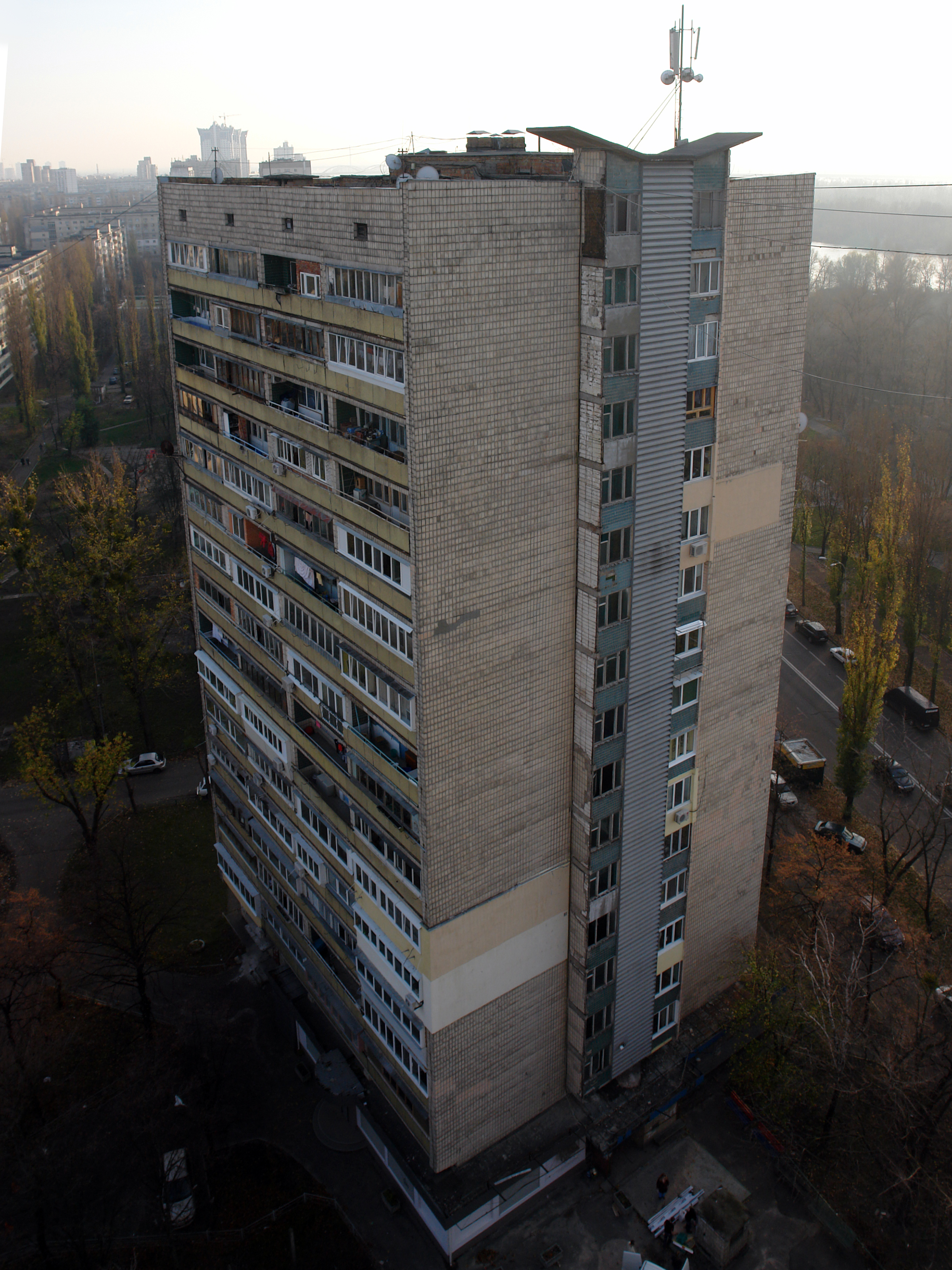
№ 16, 1970 р.
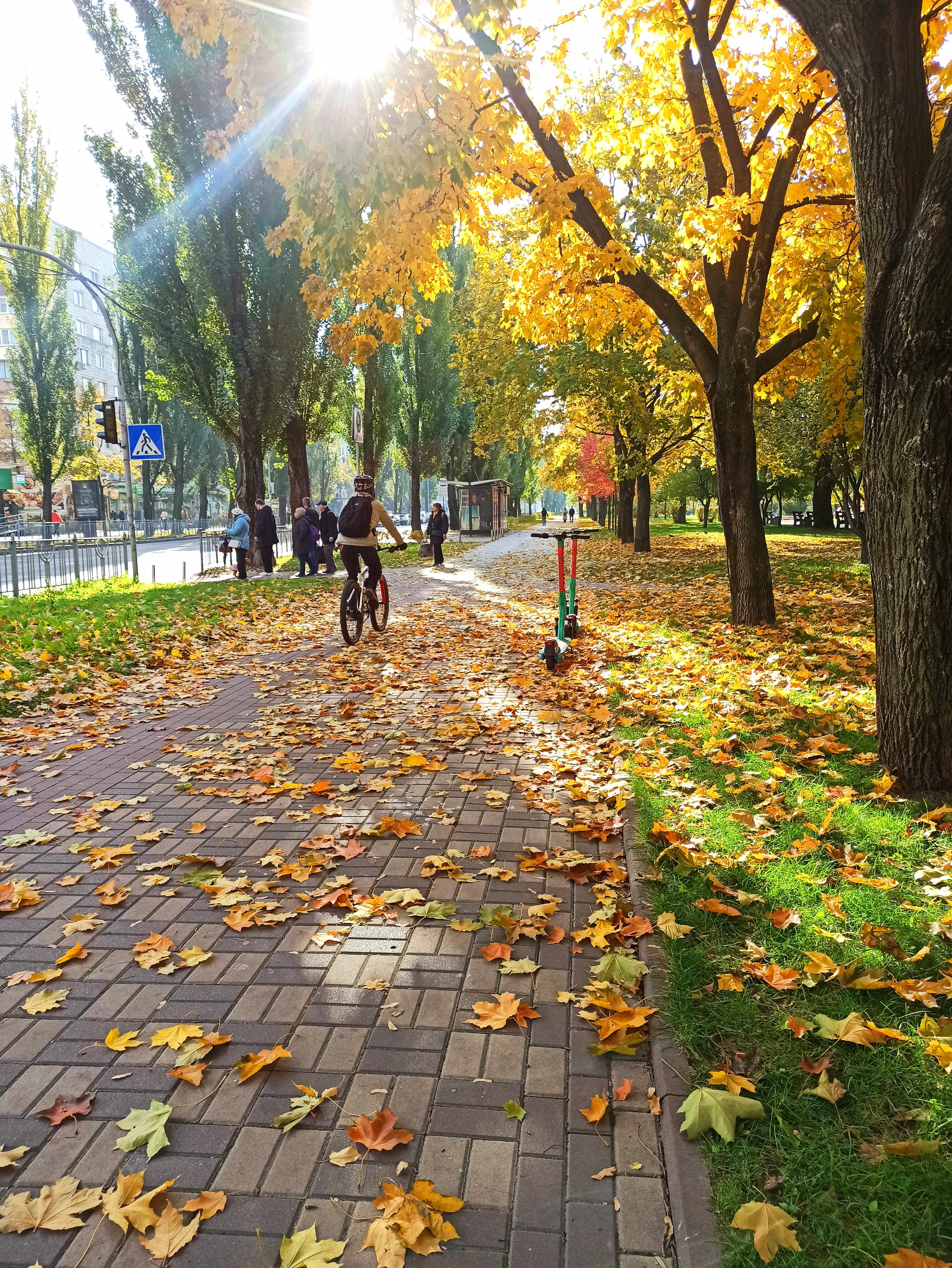
Паркова доріжка восени, з велосипедною смугою
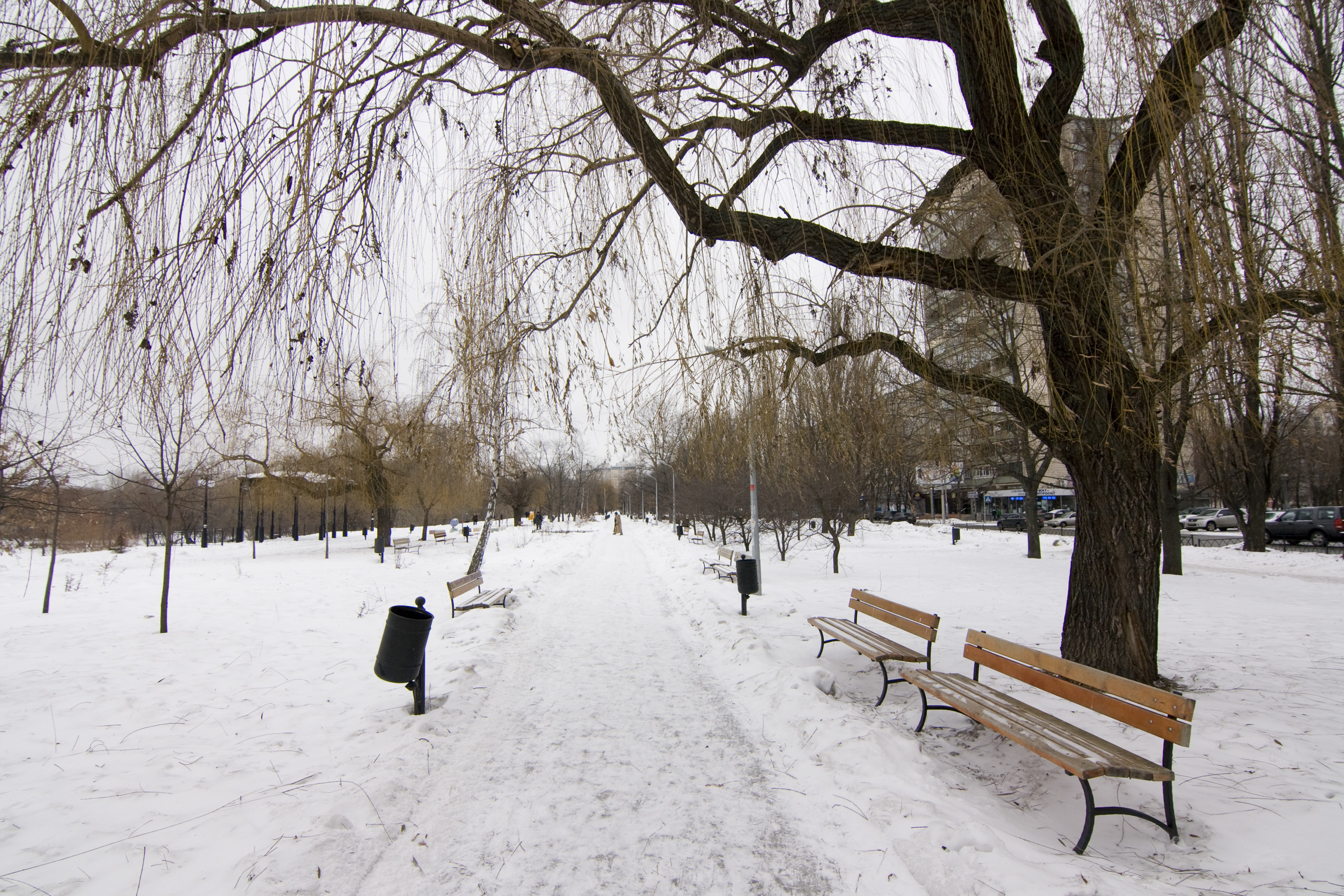
парк взимку
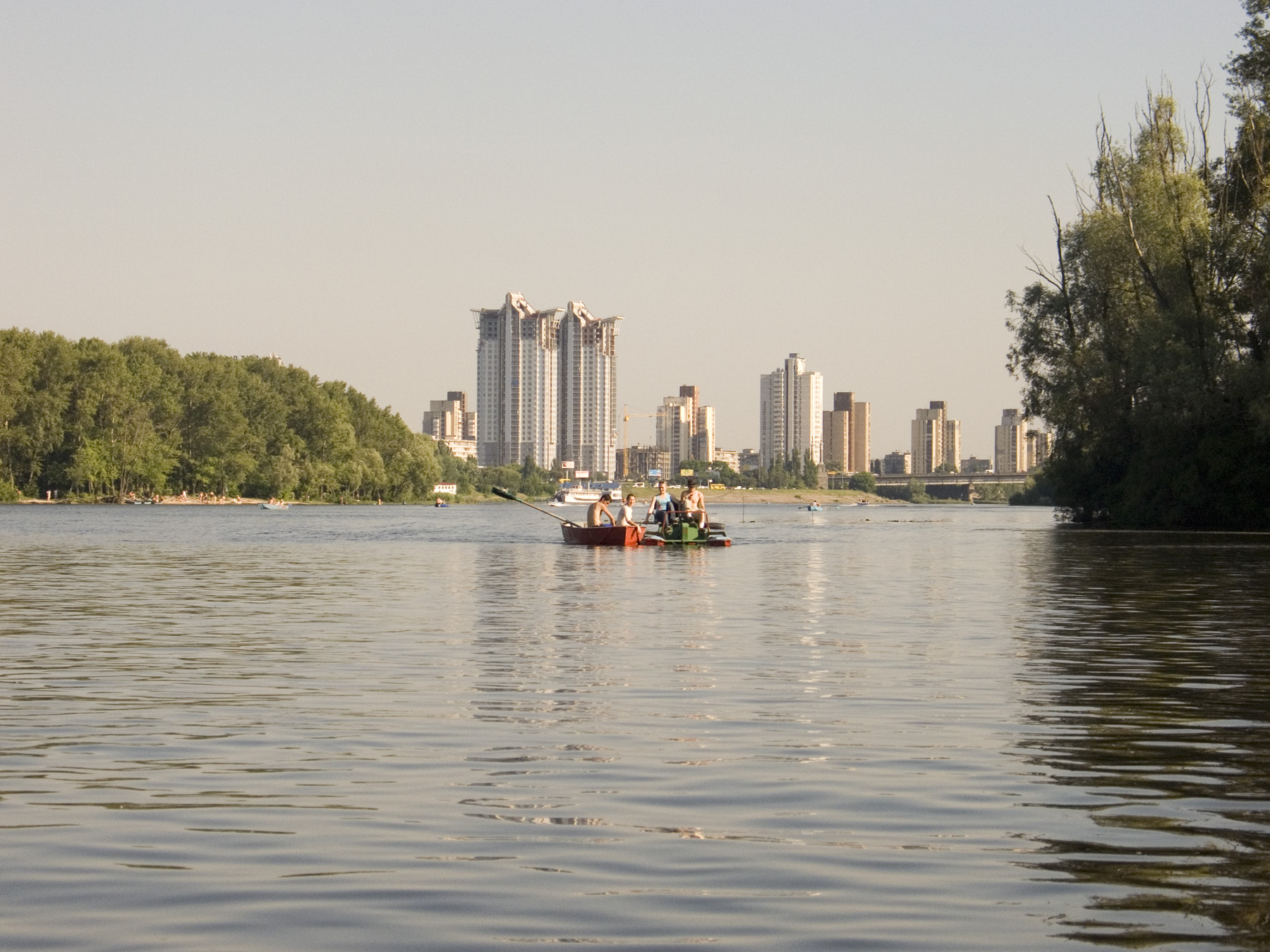
на протилежному березі розміщена човнова станція, протока є популярним місцем для водних прогулянок
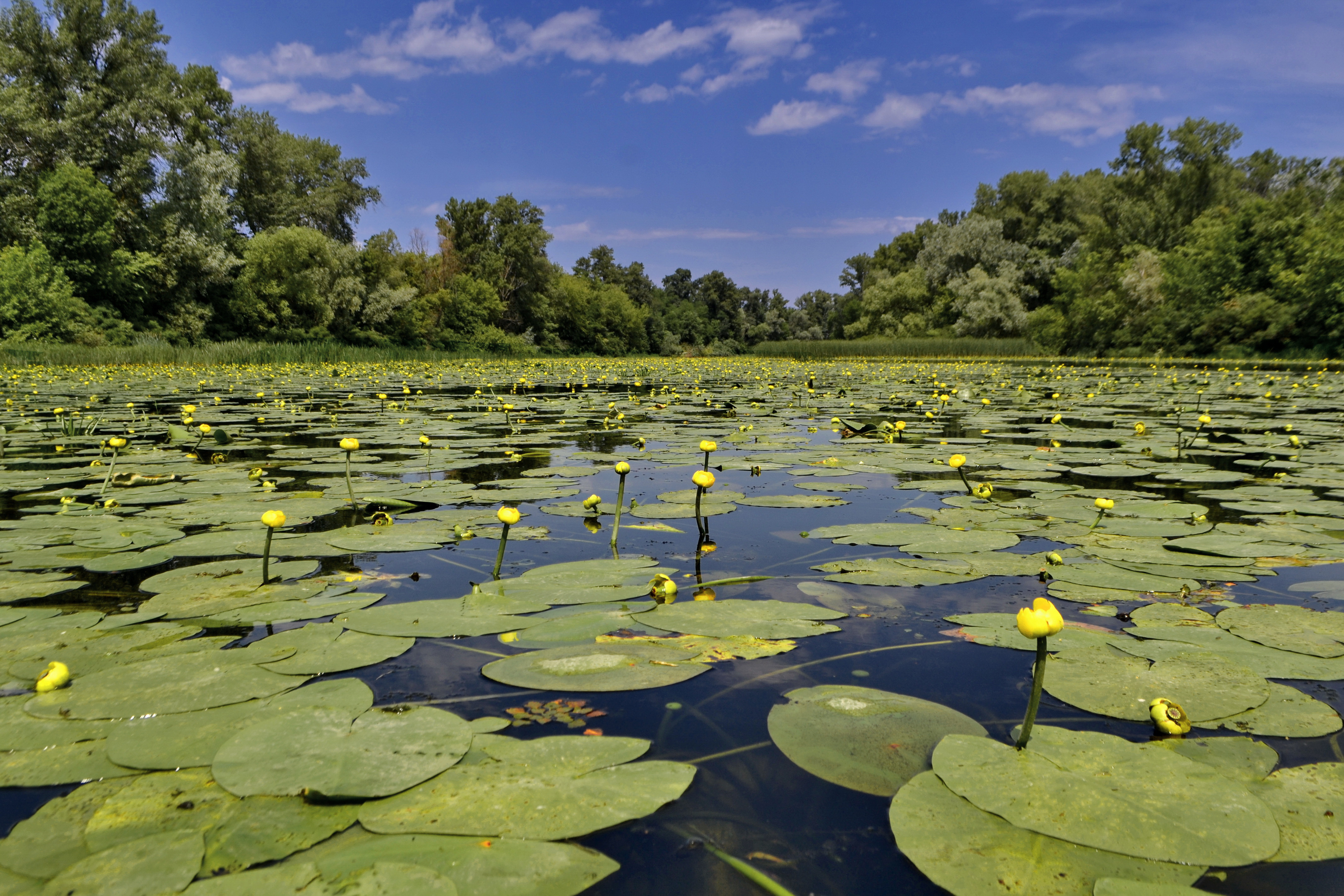
водна рослинність у протоці